# 拉里·李伯
勞倫斯·D·「拉里」·李伯 （英語：Lawrence D. "Larry" Lieber，1931年10月26日—）是一位美國漫畫藝術家和作家，漫威漫畫編輯，史丹·李的弟弟。

## 生平
拉里·李伯最廣為人知的是處理漫威漫畫中的部分角色的最初登場，如鋼鐵人、索爾和蟻人。